# Marco Saltarelli
Marco Saltarelli (Albano Laziale, 28 maggio 1962 – Pomezia, 29 maggio 2004) è stato un calciatore italiano, di ruolo difensore.

## Carriera
Esordì in Serie B con la maglia della Lazio il 3 ottobre 1982 in Sambenedettese-Lazio 0-1, disputando in quella stagione 30 partite, l'ultima delle quali il 5 giugno 1983, Lazio-Catania 2-1, e contribuendo al ritorno della squadra biancoceleste in Serie A.
La stagione successiva si trasferì al Monza, dove rimase per tre stagioni consecutive in Serie B, più un'altra in Serie C1.
In seguito disputò ancora tre campionati in Serie B: quello del 1987-1988 nella Sambenedettese, i successivi con il Barletta.
Passò gli ultimi scampoli di carriera in Serie C1, con il Perugia, nel 1990-1991 e nella stagione seguente.
Marco Saltarelli scomparve in un incidente stradale nel 2004, ad appena 42 anni.